# Köpmansgatan, Halmstad

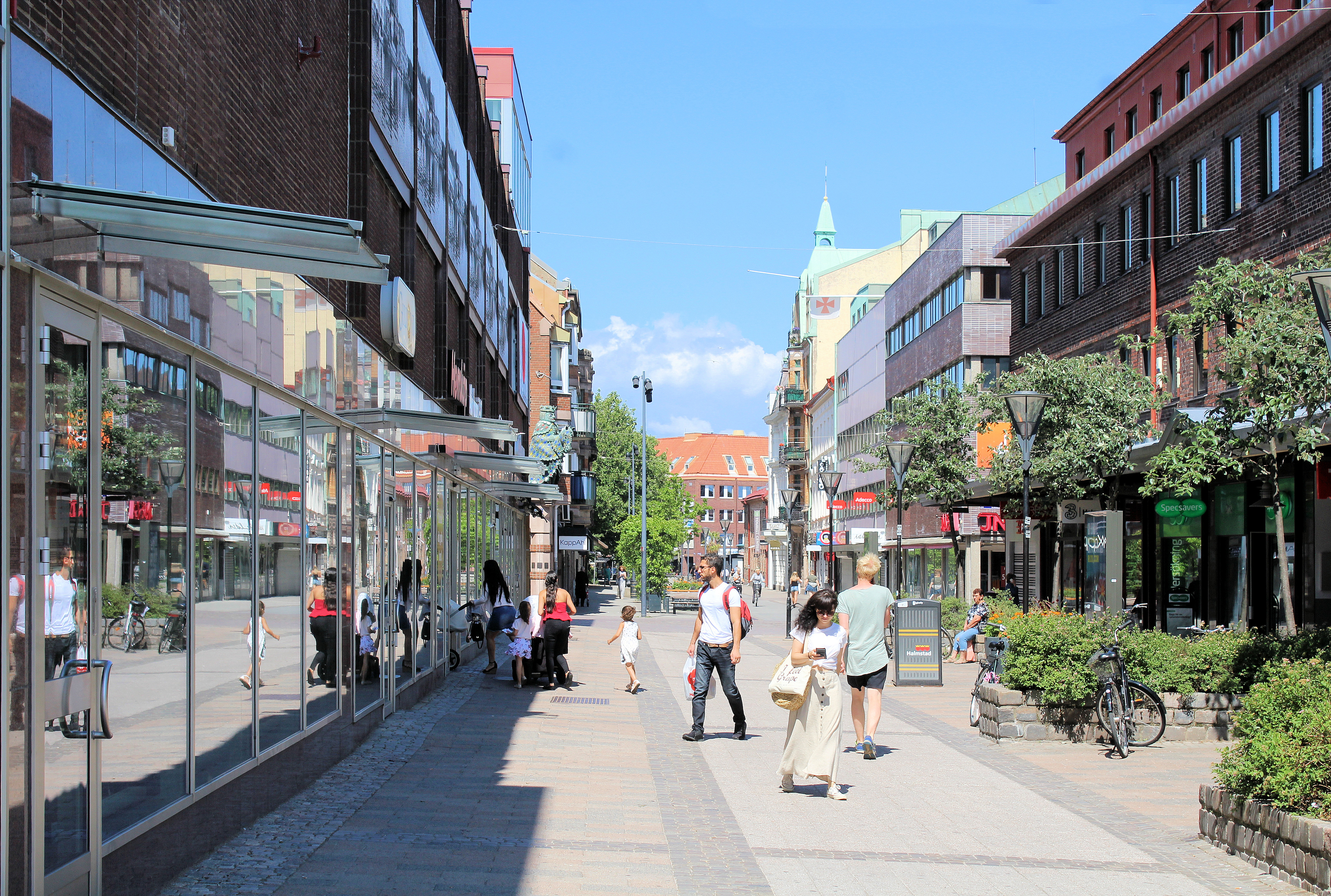
Södra änden av Köpmansgatan

Köpmansgatan är en gata i Halmstads centrum. Den sträcker sig mellan Stora och Lilla Torg och korsar Brogatan och Klammerdammsgatan. Sedan 2010 är Köpmansgatan en gågata.
Gatan har haft sitt nuvarande namn sedan 1887, då den bytte namn från Västerlånggatan (nuvarande Storgatan kallades tidigare Österlånggatan). Tidigare har den även gått under namnen Clostergatan (vid platsen för Lilla Torg har en gång legat Sankta Annas kloster) och Westergatan.
I hörnet Köpmansgatan/Klammerdammsgatan i kvarteret Hertig Knut finns sedan 1985 Walter Bengtssons 2,4 meter höga fasadskulptur Hertig Knut i ärgad koppar och emalj.  Den är utformad som en galjonsfigur och avbildar Knud Porse, som var hertig av Halland på 1300-talet och som 1327 utfärdade det flyttade Halmstads första stadsprivilegier.

## Bildgalleri

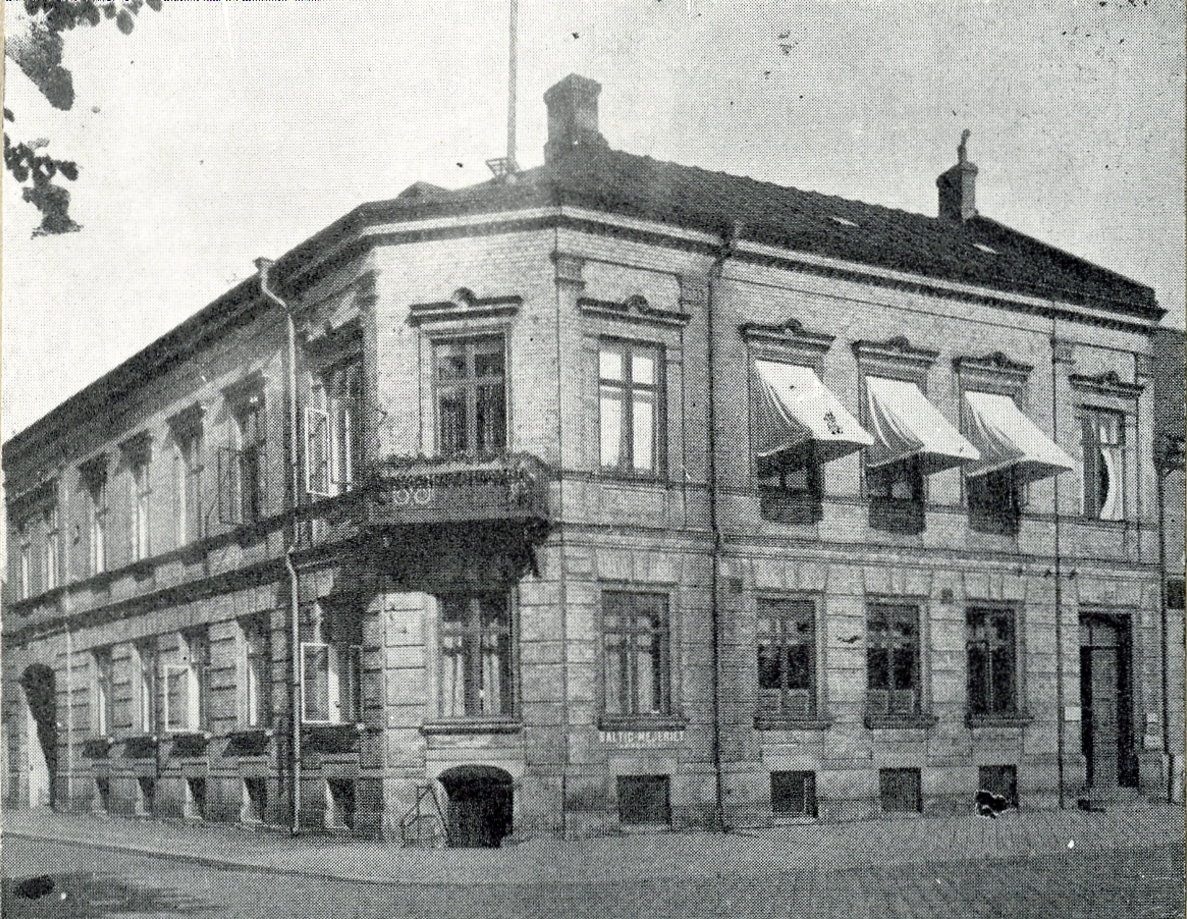
Köpmansgatan 1, hörnet mot Brogatan
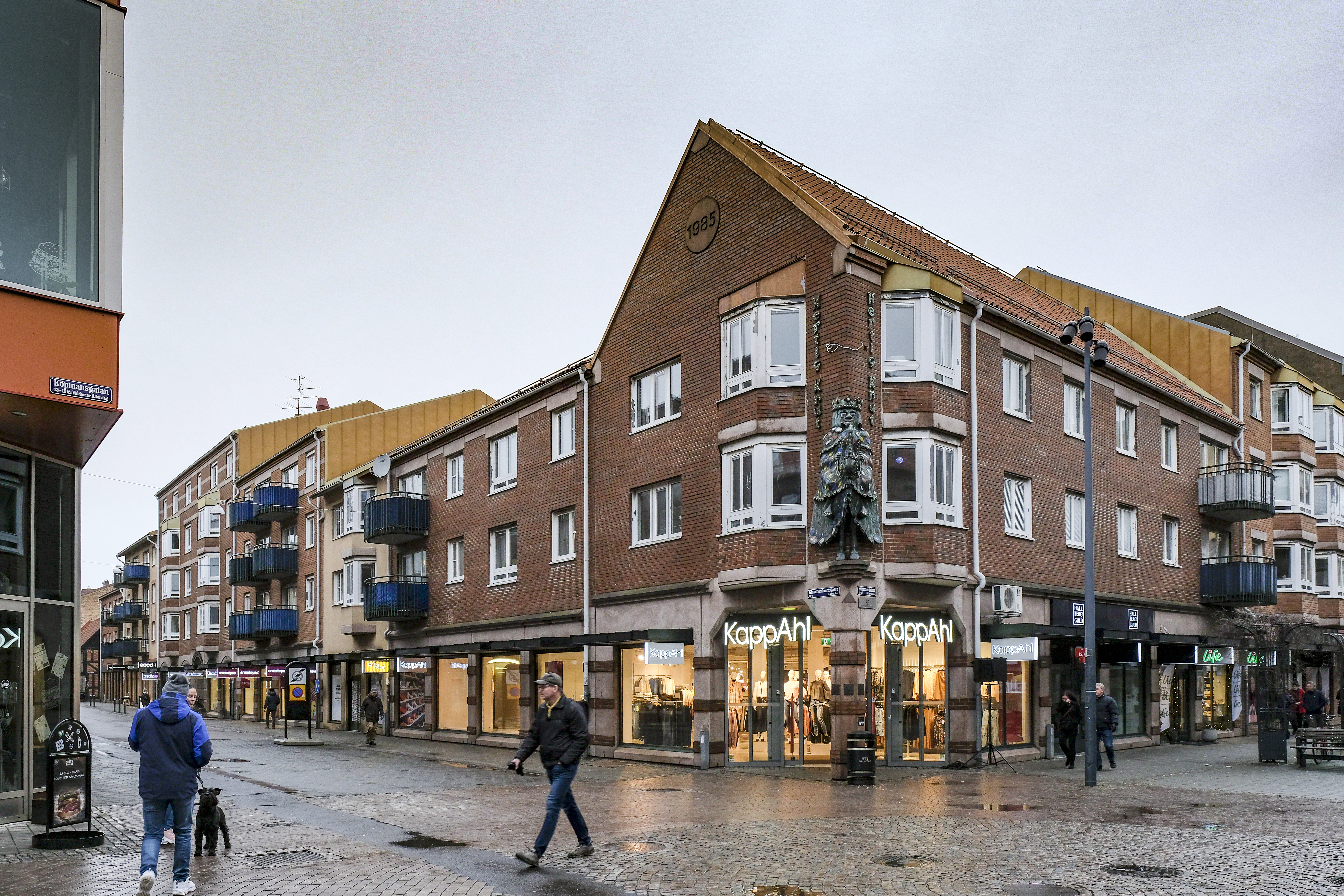
Hörnet Köpmansgatan/ Klammerdammsgatan